# Томаш Уйфалуши
Томаш Уйфалуши (Tomáš Ujfaluši) е чешки футболист, роден на 24 март 1978 г. в Римаров. Играе като централен или десен защитник.

## Кариера
Първият професионален отбор на Уйфалуши е Сигма Оломоуц, където играе в периода 1996 - 2000 г. След това преминава в Хамбургер, където се превръща в един от основните футболисти и скоро след това е бива повикан в националния отбор на Чехия. От 2004 е футболист на Фиорентина, а през 2008 преминава в Атлетико Мадрид.
За националния отбор дебютира на 28 февруари 2001 срещу Македония. Участва на Евро 2004, където Чехия стига до полуфинал и на Световното през 2006-а, където отборът му отада още в груповата фаза, а Уйфалуши получава червен картон във втърия мач срещу Гана. На Евро 2008 е капитан на Чехия.